# Львівський театр імені Франца Кафки
Львівський театр імені Франца Кафки (екстеатр Жуй) — створений у 2009 році Германом Гошкадором та учасниками молодіжної громадської організації Експеримент, котрі вирішили просувати авангардне театральне мистецтво в Україні.
Експерименти на сцені, імпровізації, використання оригінальних та сучасних технічних засобів, пошуки нових форм — ось те, чим займається Львівський театр імені Франца Кафки. У театрі працює школа перформансу.
У 2019 році театр починає серію зйомок скетч-шоу для YouTube під назвою «Хармс Шоу». Сценарій передачі було засновано на літературних творах письменників-абсурдистів.

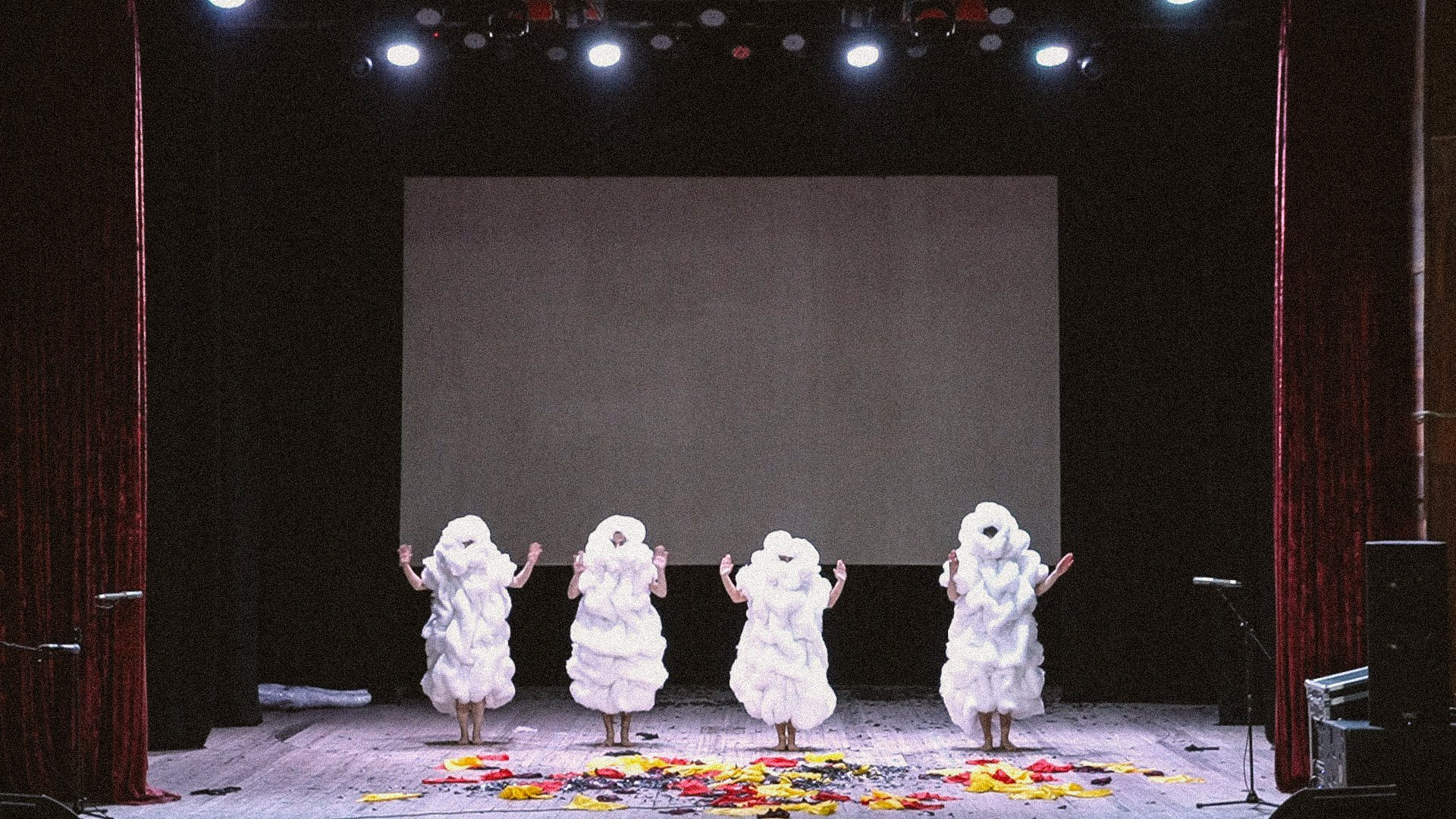
Сцена з вистави Сингулярність

У 2022 році театр розпочав акцію #PlayForUA, мета якої полягає у підтримці ЗСУ через благодійні вистави та музичні концерти. Благодійні перформанси учасники акції показують як у Львові, так і по всій Україні.

## Історія створення
Львівський театр імені Франца Кафки був заснований у 2009 році групою студентів Дніпропетровського національного університету імені Олеся Гончара. Спочатку театр мав назву "Жуй" і базувався в Дніпрі. У 2014 році театр переїхав до Львова і отримав свою нинішню назву. Одним з ключових факторів, який вплинув на розвиток театру, є його територіальне розташування. 
У перші роки свого існування театр спеціалізувався на постановках авангардного театрального мистецтва. Театр ставив спектаклі за п'єсами сучасних українських і світових авторів. Режисер театру експериментував з різними формами і жанрами, часто використовував нетрадиційні сценічні прийоми. Театр ставить спектаклі в стилі експериментального театру, часто використовує абсурд, гротеск і метафору.
Великий акцент колектив театру робить на нетрадиційному використанні сценічного простору. Театр часто використовує незвичні сценічні рішення, такі як мобільні сцени, тривимірні декорації та інтерактивний простір.
Автори вистав часто пропонують нові здебільшого гострі та скандальні інтерпретації класики, а також ставлять спектаклі за сучасними п'єсами українських авторів, які не завжди підходять для традиційного театрального формату.

## Театр у воєнний час
У 2022 році, після повномасштабного вторгнення Росії в Україну, театр змінив свій репертуар і стиль. Театр почав ставити спектаклі на актуальні соціальні теми, присвячені війні, патріотизму та громадянській відповідальності. Колектив театру прагнув створити спектаклі, які б могли допомогти глядачам зрозуміти і пережити складні реалії сучасності.
Театр також організував низку благодійних заходів, щоб допомогти ВПО та іншим незахищеним верствам населення..

## Будівля театру
Після переїзду до Львова восени 2014 року, театр починає працювати в міських бібліотеках. В цей період учасниками театру було написано кілька авторських п'єс, читки яких відбувались безпосередньо у бібліотеках.
У 2016 році театр переїжджає у Штаб-квартиру Громадської організації Експеримент. У квартирі розміром 17 кв. метрів театр ділив простір спільно зі студією Культурна Еволюція.
З 2018 року театр переїжджає до Львівської середньої загальноосвітньої школи східних мов та східних бойових мистецтв "Будокан".  Тут проводилися основні репетиції та кастинги акторів. Зі 120 претендентів було обрано 2 акторів, що увійшли до основного складу театру.
Також в новому приміщенні театр організовував літературно-музичні вечори. Учасники театру заснували клуб Чай, в якому проводили відкритий мікрофон та запрошували молодих українських діячів культури.

## Етапи розвитку театру
Розвиток Львівського театру імені Франца Кафки можна розділити на три основних етапи:
Перший етап (2009-2014 рр.) - етап становлення театру. У цей період театр експериментував з різними формами і жанрами, часто використовував нетрадиційні сценічні прийоми.
Другий етап (2014-2022 рр.) - етап розвитку театру. У цей період театр сконцентрував свою увагу на драмі абсурду.  
Третій етап (2022-поточний час) - етап адаптації театру до нових умов. У цей період театр продовжував свою роботу, ставлячи спектаклі на підтримку Збройних Сил України.

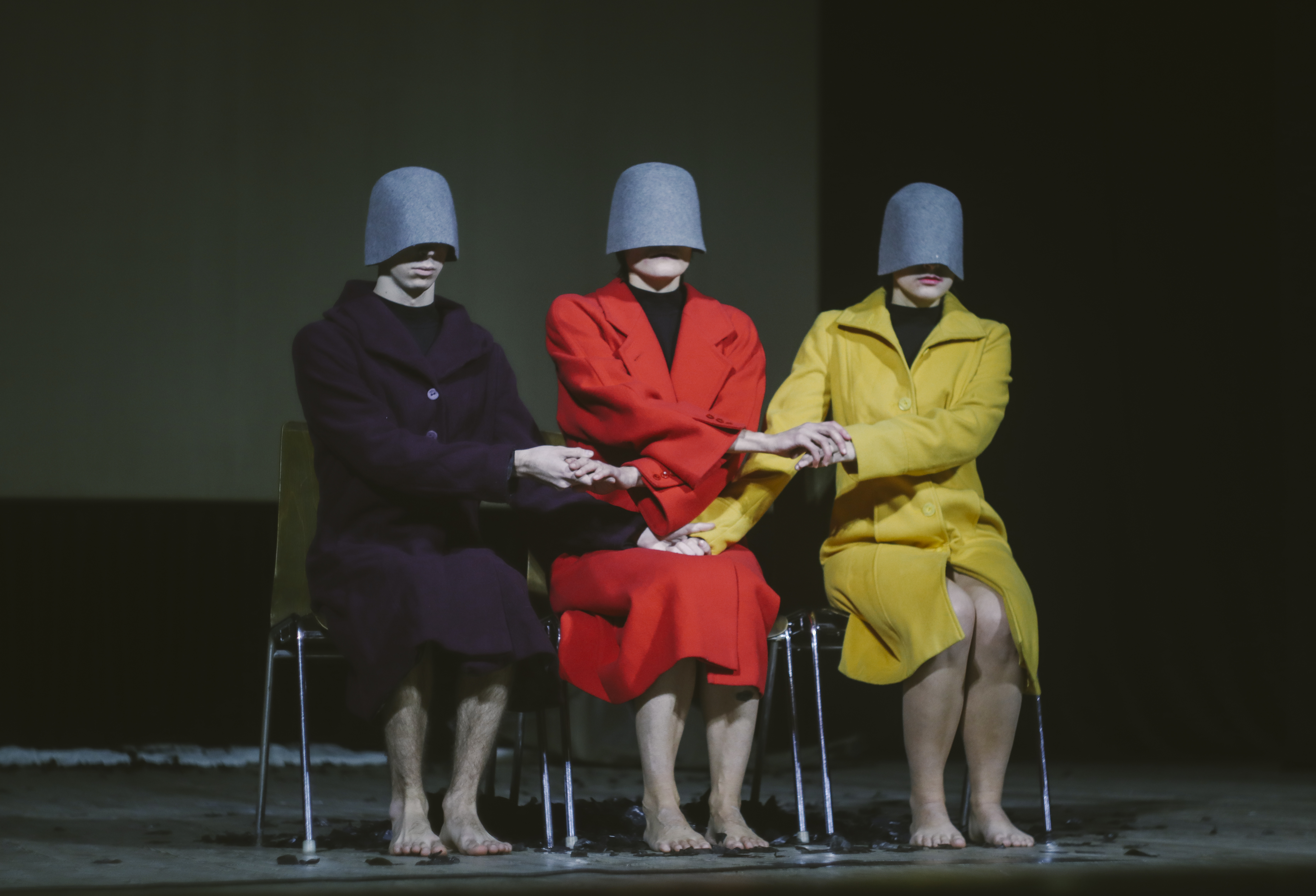
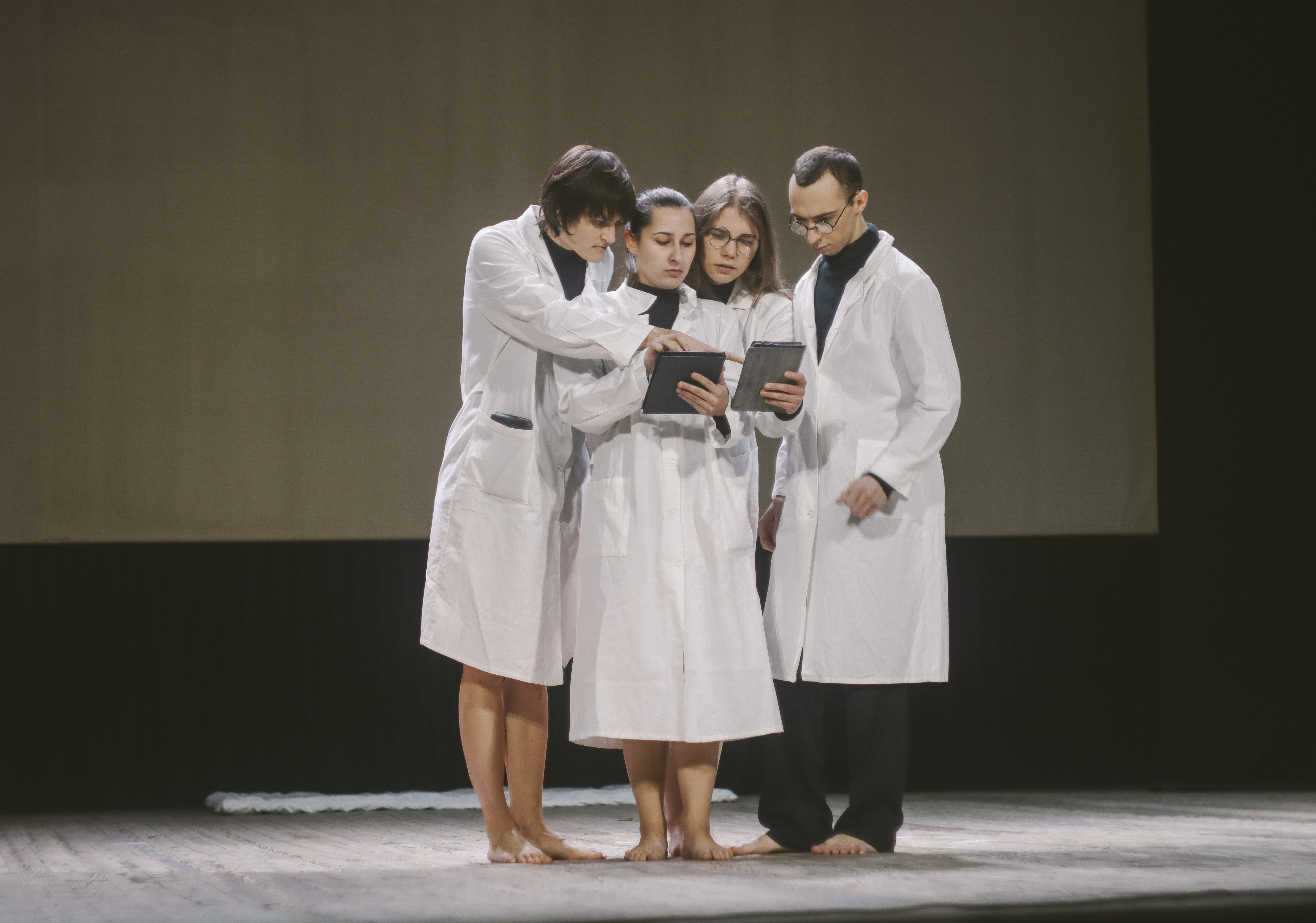

## Репертуар
- 2009 «Метаморфози». Постановка Германа Гошкадора[4]
- 2010 «Повітря». Постановка Германа Гошкадора
- 2010 «Постмодерн XXI». Постановка Германа Гошкадора
- 2011 «Пригоди Комісарова та його друзів». Постановка Германа Гошкадора
- 2011 «Сіль». Постановка Германа Гошкадора
- 2013 «Бажання». Постановка Олексій Іванов
- 2015 «Старуха». Постановка Германа Гошкадора
- 2019 «Хармс Шоу». Постановка Германа Гошкадора та Айрін Сафарлі
- 2020 «Урок». Постановка Германа Гошкадора[5]
- 2020 «Мої слабкі коліна». Постановка Назарія Боденка
- 2020 «Сингулярність». Постановка Германа Гошкадора[6]
- 2023 Літературно-музичний перформанс «Проста музика»[7]
- 2023 Перформанс Лист перший

## Колектив театру
- Герман Гошкадор
- Ксенія Самохіна
- Айрін Сафарлі
- Назарій Боденко[8]
- Олена Сінотова
- Катерина Черняг